# Life Starts Now
Albums de Three Days Grace
One-X
(2006) Transit of Venus
(2012)
Singles
1. Break
Sortie : 1er septembre 2009
2. The Good Life
Sortie : 9 février 2010
3. World So Cold
Sortie : 3 août 2010
4. Lost in You
Sortie : 1er février 2011

Life Starts Now est le troisième album du groupe canadien Three Days Grace. Cet album contient 12 pistes et est également sorti en édition japonaise le 21 octobre 2009.

## Contexte et réalisation
Après avoir été sur la route pendant cinq ans avec Three Days Grace, le bassiste Brad Walst a déclaré « Nous sommes tous rentrés à la maison et avons eu notre dose pour la vie », avec quoi le groupe a ensuite utilisé pour créer un « album personnel et profond musicalement ». Il décrit Life Starts Now comme un enregistrement « confrontant la vie à la fragilité qu'elle peut avoir ».
La pré-production pour Life Starts Now a débuté en janvier 2009, tandis que la groupe a commencé à enregistrer la musique à Vancouver en mars. L'album est achevé en août de la même année. Après la finalisation de tous les aspects de l'album, le groupe a officiellement annoncé que l'album sortirait le 22 septembre 2009.

## Parution et accueil

### Accueil critique
Lors de sa sortie Life Starts Now a reçu des critiques mitigées de la plupart des critiques de musique. Selon James Christopher Monger de AllMusic, qui a donné l'album étoiles trois des cinq, « Life Starts Now poursuit le thème de One-X, les démons personnels de Gontier, mais avec un soupçon de lumière ». Il complimente l'album, en disant qu'il « traite les thèmes de métal bien encré de la colère, de l'isolement, du chagrin d'amour, et de la rédemption avec le genre de respect rancunier qu'ils méritent ».

### Accueil commercial
Life Starts Now débute à la 3e place dans le Billboard 200, vendant 79000 exemplaires lors de la première semaine, devenant ainsi l'album le plus hautement classé du groupe à ce jour. L'album a également débuté à la seconde place du Billboard Top Rock Albums.
Les singles Break et The Good Life se sont placés tous les deux à la 1re place de Billboard Rock Songs, The Good Life s'est également classé à la 52e place du Canadian Hot 100. Lost in You s'est quant à lui classé à la 32e place dans ce dernier. A l'exception de Lost in You tous les singles de cet album ce sont classés au top du classement du Billboard Rock Songs. Sputnikmusic donne un avis mitigé en disant qu'« Il ne va pas changer la musique rock ou gagner une récompense, mais il vaut la peine d'être écouter. Mais si vous vous attendiez à quelque chose de super ou nouveau, alors préparez-vous à être déçu ». Ultimate Guitar a donné à l'album l'avis le plus positifs, en disant « Life Stats Now contient des refrains accrocheurs et des riffs puissants pour ce que Three Days Grace a été connu, ce qui pourrait être un cliché. Mais les membres du groupe ont sans doute évolué en tant que musiciens, surtout pour le meilleur. Life Starts Now est une expérience très agréable pour les premiers fans, celui-ci donne ce que leurs deux derniers albums ont laissé à désirer: une base musicale solide. ».
L'album a également rencontré des critiques négatives. Une critique négative est venue de Tim Grierson de About.com, qui dit « Le problème n'est pas que Life Stats Now n'a pas de bonnes chansons...le problème est qu'il n'y en a pas assez et que même les moments les plus forts sont trop familier. Adam Gontier continue à exposer son âme tourmentée, mais sans systématiquement saisir les airs de son angoisse, Three Days Grace semblent coincés dans leur misère plutôt que de le transcender. ».
L'album a été nommé pour le Best Rock Album aux Juno awards 2010. L'album a été officiellement certifié disque de platine au Canada. Il a également été certifié disque d'or aux États-Unis le 1er mars 2011.

### Classements et certifications
| Classement (2009)               | Meilleure position |
| ------------------------------- | ------------------ |
| Canada (Canadian Albums)        | 2                  |
| États-Unis (Billboard 200)      | 3                  |
| États-Unis (Top Rock Albums)    | 2                  |
| États-Unis (Alternative Albums) | 2                  |
| États-Unis (Hard Rock Albums)   | 2                  |

| Pays       | Compagnie | Certification |
| ---------- | --------- | ------------- |
| Canada     | CRIA      | Platine       |
| États-Unis | RIAA      | Or            |

## Fiche technique

### Listes des chansons
| 1.    | Bitter Taste      | 4:00 |
| 2.    | Break             | 3:17 |
| 3.    | World So Cold     | 4:03 |
| 4.    | Lost in You       | 3:52 |
| 5.    | The Good Life     | 2:52 |
| 6.    | No More           | 3:44 |
| 7.    | Last To Know      | 3:26 |
| 8.    | Someone Who Cares | 4:51 |
| 9.    | Bully             | 3:37 |
| 10.   | Without You       | 3:32 |
| 11.   | Goin' Down        | 3:04 |
| 12.   | Life Starts Now   | 3:07 |
| 43:34 |                   |      |

| Édition Japonaise | Édition Japonaise                    | Édition Japonaise | Édition Japonaise | Édition Japonaise | Édition Japonaise | Édition Japonaise | Édition Japonaise | Édition Japonaise | Édition Japonaise |
| No                | Titre                                | Durée             |                   |                   |                   |                   |                   |                   |                   |
| ----------------- | ------------------------------------ | ----------------- | ----------------- | ----------------- | ----------------- | ----------------- | ----------------- | ----------------- | ----------------- |
| 13.               | World So Cold" (version piano)       | 4:20              |                   |                   |                   |                   |                   |                   |                   |
| 14.               | The Chain (reprise de Fleetwood Mac) | 3:50              |                   |                   |                   |                   |                   |                   |                   |
| 51:44             |                                      |                   |                   |                   |                   |                   |                   |                   |                   |

### Interprètes
Three Days Grace
- Adam Gontier : Chant, guitare rythmique
- Neil Sanderson : Batterie, chœurs, clavier
- Brad Walst : Basse, chœurs
- Barry Stock : Guitare

Musiciens supplémentaires
- Howard Benson - Clavier, programmation

### Équipe de production
Production
- Howard Benson : producteur
- Hatsukazu « Hatch » Inagaki : ingénieur du son
- Mike Plotnikoff : ingénieur du son
- Andrew Schubert : ingénieur du son
- Brad Townsend : ingénieur du son
- Mike Cashin : ingénieur adjoint
- Nik Karpen : ingénieur adjoint
- Chris Lord-Alge : mixage
- Ted Jensen : mastering
- Paul DeCarli : monteur numérique
- Jon Nicholson : technicien (batterie)
- Marc VanGool : technicien (guitare)

Direction
- Michael Tedesco : A&R
- Q Prime Inc : direction
- Janice Svaub : direction financière pour Yaletown
- Ron Page : direction financière pour Yaletown

Pochette
- Danny Clinch : photographe
- Chris Feldman : direction artistique, design
- Jackie Murphy : direction artistique
- Adrian Knopik : illustrations